# Luperina thurneri
Luperina thurneri là một loài bướm đêm trong họ Noctuidae.